# IC 934
IC 934 је лентикуларна галаксија у сазвјежђу Велики медвјед која се налази на листи објеката дубоког неба у Индекс каталогу.
Деклинација објекта је + 55° 38' 59" а ректасцензија 13h 44m 3,2s. Привидна величина (магнитуда) објекта IC 934 износи 15,5 а фотографска магнитуда 16,5. IC 934 је још познат и под ознакама IC 936.